# シェトランドプレート

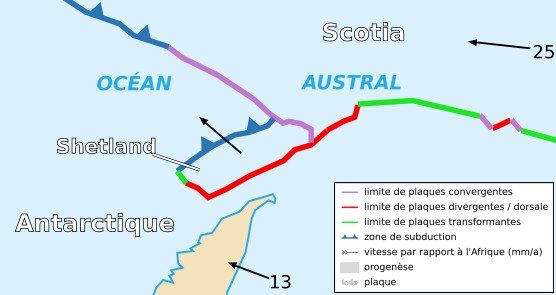
シェトランドプレートとその周辺（フランス語）

シェトランドプレート（英語:Shetland Plate）とは、南極半島と南アメリカ大陸の間にあるドレーク海峡に存在するプレート。北をスコシアプレートに接している以外は南極プレートと接しており、その中でも西側は沈み込み帯である。また、サウス・シェトランド諸島がこのプレート上に存在している。